# Copa do Brasil de Futebol Sub-20 de 2019
A Copa do Brasil de Futebol Sub-20 de 2019 foi a oitava edição desta competição de futebol organizada pela Confederação Brasileira de Futebol (CBF), disputada entre 12 de março e 16 de maio.
A competição visa valorizar o trabalho realizado pelos clubes em suas categorias de base, colaborando para o surgimento de novos atletas para o futebol brasileiro, atendendo o escopo do Estatuto do Torcedor ao fomentar o futebol.
O Palmeiras conquistou seu primeiro título ao derrotar o Cruzeiro nos pênaltis na decisão.

## Regulamento
Nesta edição algumas mudanças foram implementadas. Composta por confrontos eliminatórios, a Copa do Brasil Sub-20 será disputada por 32 equipes. Na primeira fase, os confrontos serão decididos em jogos únicos. A partir das oitavas de final, os embates passam a ser de ida e volta. O saldo de gol é o único critério de desempate, os confrontos serão decididos nas penalidades caso a igualdade permaneça.

## Participantes
A competição será disputada por 32 equipes, compostas pelas campeãs estaduais da respectiva categoria e as cinco equipes vice-campeãs das federações melhores colocadas do Ranking da CBF (Minas Gerais, Rio de Janeiro, Rio Grande do Sul, Santa Catarina e São Paulo). Como consequência dessa mudança, clubes campeões do torneio não participaram da edição, incluindo o São Paulo, tricampeão e atual campeão do torneio.
| Federação           | Participantes    | Títulos        | Qualificação                                     | Ref.   |
| ------------------- | ---------------- | -------------- | ------------------------------------------------ | ------ |
| Acre                | Galvez           | 0 (não possui) | Campeão do Acriano Sub-20 de 2018                | [ 4 ]  |
| Alagoas             | CSA              | 0 (não possui) | Campeão do Alagoano Sub-20 de 2018               | [ 5 ]  |
| Amapá               | Trem             | 0 (não possui) | Campeão do Amapaense Sub-20 de 2018              | [ 6 ]  |
| Amazonas            | Fast Clube       | 0 (não possui) | Campeão do Amazonense Sub-19 de 2018             | [ 7 ]  |
| Bahia               | Bahia            | 0 (não possui) | Campeão do Baiano Sub-20 de 2018                 | [ 8 ]  |
| Ceará               | Horizonte        | 0 (não possui) | Campeão do Cearense Sub-20 de 2018               | [ 9 ]  |
| Distrito Federal    | Ceilândia        | 0 (não possui) | Campeão do Brasiliense Sub-20 de 2018            | [ 10 ] |
| Espírito Santo      | Serra            | 0 (não possui) | Campeão do Capixaba Sub-20 de 2018               | [ 11 ] |
| Goiás               | Goiás            | 0 (não possui) | Campeão do Goiano Sub-19 de 2018                 | [ 12 ] |
| Maranhão            | Marília          | 0 (não possui) | Campeão do Maranhense Sub-19 de 2018             | [ 13 ] |
| Mato Grosso         | Cuiabá           | 0 (não possui) | Campeão do Mato-Grossense Sub-19 de 2018         | [ 14 ] |
| Mato Grosso do Sul  | 7 de Setembro    | 0 (não possui) | Vice-campeão do Sul-Matogrossense Sub-19 de 2018 | [ 15 ] |
| Minas Gerais        | Cruzeiro         | 0 (não possui) | Campeão do Mineiro Sub-20 de 2018                | [ 16 ] |
| Minas Gerais        | América Mineiro  | 0 (não possui) | Vice-campeão do Mineiro Sub-20 de 2018           | [ 16 ] |
| Pará                | Castanhal        | 0 (não possui) | Campeão do Paraense Sub-20 de 2018               | [ 17 ] |
| Paraíba             | CSP              | 0 (não possui) | Campeão do Paraibano Sub-19 de 2018              | [ 18 ] |
| Paraná              | Coritiba         | 0 (não possui) | Campeão do Paranaense Sub-19 de 2018             | [ 19 ] |
| Pernambuco          | Porto-PE         | 0 (não possui) | Campeão do Pernambucano Sub-20 de 2018           | [ 20 ] |
| Piauí               | River-PI         | 0 (não possui) | Campeão do Piauiense Sub-19 de 2018              | [ 21 ] |
| Rio de Janeiro      | Flamengo         | 0 (não possui) | Campeão do Carioca Sub-20 de 2018                | [ 22 ] |
| Rio de Janeiro      | Vasco da Gama    | 0 (não possui) | Vice-campeão do Carioca Sub-20 de 2018           | [ 22 ] |
| Rio Grande do Norte | América de Natal | 0 (não possui) | Campeão do Potiguar Sub-19 de 2018               | [ 23 ] |
| Rio Grande do Sul   | Internacional    | 1 (2014)       | Campeão do Gaúcho Sub-20 de 2018                 | [ 24 ] |
| Rio Grande do Sul   | Grêmio           | 0 (não possui) | Vice-campeão do Gaúcho Sub-20 de 2018            | [ 24 ] |
| Rondônia            | Real Ariquemes   | 0 (não possui) | Campeão do Rondoniense Sub-20 de 2018            | [ 25 ] |
| Roraima             | São Raimundo-RR  | 0 (não possui) | Campeão do Roraimense Sub-20 de 2018             | [ 26 ] |
| Santa Catarina      | Chapecoense      | 0 (não possui) | Campeão do Catarinense Sub-20 de 2018            | [ 27 ] |
| Santa Catarina      | Tubarão          | 0 (não possui) | Vice-campeão do Catarinense Sub-20 de 2018       | [ 27 ] |
| São Paulo           | Palmeiras        | 0 (não possui) | Campeão do Paulista Sub-20 de 2018               | [ 28 ] |
| São Paulo           | Corinthians      | 0 (não possui) | Vice-campeão do Paulista Sub-20 de 2018          | [ 28 ] |
| Sergipe             | Confiança        | 0 (não possui) | Campeão do Sergipano Sub-20 de 2018              | [ 29 ] |
| Tocantins           | Capital-TO       | 0 (não possui) | Campeão do Tocantinense Sub-19 de 2018           | [ 30 ] |

## Primeira fase
| Grupo | Time 1           | Total       | Time 2          |
| ----- | ---------------- | ----------- | --------------- |
| 1     | Galvez           | 1–2         | Palmeiras       |
| 2     | Coritiba         | 5–1         | 7 de Setembro   |
| 3     | Castanhal        | 2–3         | CSA             |
| 4     | Capital-TO       | 0–5         | Grêmio          |
| 5     | Vasco da Gama    | 3–1         | CSP             |
| 6     | São Raimundo-RR  | 2–2 (1–4 p) | Tubarão         |
| 7     | Marília          | 1–1 (3–5 p) | América Mineiro |
| 8     | Fast Clube       | 4–1         | Bahia           |
| 9     | Flamengo         | 4–0         | Ceilândia       |
| 10    | Real Ariquemes   | 2–1         | Horizonte       |
| 11    | América de Natal | 2–1         | Porto-PE        |
| 12    | Trem             | 0–2         | Internacional   |
| 13    | Corinthians      | 5–1         | River-PI        |
| 14    | Chapecoense      | 4–0         | Serra           |
| 15    | Confiança        | 1–3         | Cruzeiro        |
| 16    | Cuiabá           | 1–2         | Goiás           |

## Fase final
Em itálico, os times que possuem o mando de campo no primeiro jogo do confronto. 
  Em negrito, os clubes classificados
|  | Oitavas de final         | Oitavas de final         | Oitavas de final         | Oitavas de final         |       |               | Quartas de final | Quartas de final | Quartas de final | Quartas de final |  |           | Semifinais              | Semifinais              | Semifinais              | Semifinais              |                 |   | Final           | Final           | Final           | Final           |
|  | 27 de março – 4 de abril | 27 de março – 4 de abril | 27 de março – 4 de abril | 27 de março – 4 de abril |       |               | 10 – 17 de abril | 10 – 17 de abril | 10 – 17 de abril | 10 – 17 de abril |  |           | 24 de abril – 2 de maio | 24 de abril – 2 de maio | 24 de abril – 2 de maio | 24 de abril – 2 de maio |                 |   | 10 – 16 de maio | 10 – 16 de maio | 10 – 16 de maio | 10 – 16 de maio |
|  |                          |                          |                          |                          |       |               |                  |                  |                  |                  |  |           |                         |                         |                         |                         |                 |   |                 |                 |                 |                 |
|  | Palmeiras                | 3                        | 4                        | 7                        |       |               |                  |                  |                  |                  |  |           |                         |                         |                         |                         |                 |   |                 |                 |                 |                 |
|  | Coritiba                 | 1                        | 1                        | 2                        |       |               |                  |                  |                  |                  |  |           |                         |                         |                         |                         |                 |   |                 |                 |                 |                 |
|  | Coritiba                 | 1                        | 1                        | 2                        |       | Palmeiras     | 3                | 1                | 4                |                  |  |           |                         |                         |                         |                         |                 |   |                 |                 |                 |                 |
|  |                          |                          |                          |                          |       | Palmeiras     | 3                | 1                | 4                |                  |  |           |                         |                         |                         |                         |                 |   |                 |                 |                 |                 |
|  |                          | Grêmio                   | 2                        | 1                        | 3     |               |                  |                  |                  |                  |  |           |                         |                         |                         |                         |                 |   |                 |                 |                 |                 |
|  | CSA                      | Grêmio                   | 2                        | 1                        | 3     | 0             | 0                | 0                |                  |                  |  |           |                         |                         |                         |                         |                 |   |                 |                 |                 |                 |
|  | CSA                      |                          |                          |                          |       | 0             | 0                | 0                |                  |                  |  |           |                         |                         |                         |                         |                 |   |                 |                 |                 |                 |
|  | Grêmio                   | 7                        | 0                        | 7                        |       |               |                  |                  |                  |                  |  |           |                         |                         |                         |                         |                 |   |                 |                 |                 |                 |
|  | Grêmio                   | 7                        | 0                        | 7                        |       |               |                  |                  |                  |                  |  | Palmeiras | 4                       | 0                       | 4                       |                         |                 |   |                 |                 |                 |                 |
|  |                          |                          |                          |                          |       |               |                  |                  |                  |                  |  | Palmeiras | 4                       | 0                       | 4                       |                         |                 |   |                 |                 |                 |                 |
|  |                          | Vasco da Gama            | 1                        | 2                        | 3     |               |                  |                  |                  |                  |  |           |                         |                         |                         |                         |                 |   |                 |                 |                 |                 |
|  | Vasco da Gama            | Vasco da Gama            | 1                        | 2                        | 3     | 2             | 2                | 4                |                  |                  |  |           |                         |                         |                         |                         |                 |   |                 |                 |                 |                 |
|  | Vasco da Gama            |                          |                          |                          |       | 2             | 2                | 4                |                  |                  |  |           |                         |                         |                         |                         |                 |   |                 |                 |                 |                 |
|  | Tubarão                  | 1                        | 0                        | 1                        |       |               |                  |                  |                  |                  |  |           |                         |                         |                         |                         |                 |   |                 |                 |                 |                 |
|  | Tubarão                  | 1                        | 0                        | 1                        |       | Vasco da Gama | 3                | 0                | 3                |                  |  |           |                         |                         |                         |                         |                 |   |                 |                 |                 |                 |
|  |                          |                          |                          |                          |       | Vasco da Gama | 3                | 0                | 3                |                  |  |           |                         |                         |                         |                         |                 |   |                 |                 |                 |                 |
|  |                          | América Mineiro          | 0                        | 1                        | 1     |               |                  |                  |                  |                  |  |           |                         |                         |                         |                         |                 |   |                 |                 |                 |                 |
|  | América Mineiro          | América Mineiro          | 0                        | 1                        | 1     | 1             | 2                | 3                |                  |                  |  |           |                         |                         |                         |                         |                 |   |                 |                 |                 |                 |
|  | América Mineiro          |                          |                          |                          |       | 1             | 2                | 3                |                  |                  |  |           |                         |                         |                         |                         |                 |   |                 |                 |                 |                 |
|  | Fast Clube               | 0                        | 0                        | 0                        |       |               |                  |                  |                  |                  |  |           |                         |                         |                         |                         |                 |   |                 |                 |                 |                 |
|  | Fast Clube               | 0                        | 0                        | 0                        |       |               |                  |                  |                  |                  |  |           |                         |                         |                         |                         | Palmeiras (pen) | 2 | 3               | 5 (4)           |                 |                 |
|  |                          |                          |                          |                          |       |               |                  |                  |                  |                  |  |           |                         |                         |                         |                         |                 | 2 | 3               | 5 (4)           |                 |                 |
|  |                          | Cruzeiro                 | 1                        | 4                        | 5 (1) |               |                  |                  |                  |                  |  |           |                         |                         |                         |                         |                 |   |                 |                 |                 |                 |
|  | Flamengo                 | Cruzeiro                 | 1                        | 4                        | 5 (1) | 4             | 10               | 14               |                  |                  |  |           |                         |                         |                         |                         |                 |   |                 |                 |                 |                 |
|  | Flamengo                 |                          |                          |                          |       | 4             | 10               | 14               |                  |                  |  |           |                         |                         |                         |                         |                 |   |                 |                 |                 |                 |
|  | Real Ariquemes           | 2                        | 0                        | 2                        |       |               |                  |                  |                  |                  |  |           |                         |                         |                         |                         |                 |   |                 |                 |                 |                 |
|  | Real Ariquemes           | 2                        | 0                        | 2                        |       | Flamengo      | 2                | 2                | 4                |                  |  |           |                         |                         |                         |                         |                 |   |                 |                 |                 |                 |
|  |                          |                          |                          |                          |       | Flamengo      | 2                | 2                | 4                |                  |  |           |                         |                         |                         |                         |                 |   |                 |                 |                 |                 |
|  |                          | Internacional            | 0                        | 1                        | 1     |               |                  |                  |                  |                  |  |           |                         |                         |                         |                         |                 |   |                 |                 |                 |                 |
|  | América de Natal         | Internacional            | 0                        | 1                        | 1     | 0             | 1                | 1                |                  |                  |  |           |                         |                         |                         |                         |                 |   |                 |                 |                 |                 |
|  | América de Natal         |                          |                          |                          |       | 0             | 1                | 1                |                  |                  |  |           |                         |                         |                         |                         |                 |   |                 |                 |                 |                 |
|  | Internacional            | 3                        | 2                        | 5                        |       |               |                  |                  |                  |                  |  |           |                         |                         |                         |                         |                 |   |                 |                 |                 |                 |
|  | Internacional            | 3                        | 2                        | 5                        |       |               |                  |                  |                  |                  |  | Flamengo  | 1                       | 1                       | 2                       |                         |                 |   |                 |                 |                 |                 |
|  |                          |                          |                          |                          |       |               |                  |                  |                  |                  |  | Flamengo  | 1                       | 1                       | 2                       |                         |                 |   |                 |                 |                 |                 |
|  |                          | Cruzeiro                 | 1                        | 4                        | 5     |               |                  |                  |                  |                  |  |           |                         |                         |                         |                         |                 |   |                 |                 |                 |                 |
|  | Corinthians              | Cruzeiro                 | 1                        | 4                        | 5     | 4             | 3                | 7                |                  |                  |  |           |                         |                         |                         |                         |                 |   |                 |                 |                 |                 |
|  | Corinthians              |                          |                          |                          |       | 4             | 3                | 7                |                  |                  |  |           |                         |                         |                         |                         |                 |   |                 |                 |                 |                 |
|  | Chapecoense              | 0                        | 0                        | 0                        |       |               |                  |                  |                  |                  |  |           |                         |                         |                         |                         |                 |   |                 |                 |                 |                 |
|  | Chapecoense              | 0                        | 0                        | 0                        |       | Corinthians   | 0                | 0                | 0                |                  |  |           |                         |                         |                         |                         |                 |   |                 |                 |                 |                 |
|  |                          |                          |                          |                          |       | Corinthians   | 0                | 0                | 0                |                  |  |           |                         |                         |                         |                         |                 |   |                 |                 |                 |                 |
|  |                          | Cruzeiro                 | 2                        | 0                        | 2     |               |                  |                  |                  |                  |  |           |                         |                         |                         |                         |                 |   |                 |                 |                 |                 |
|  | Cruzeiro                 | Cruzeiro                 | 2                        | 0                        | 2     | 0             | 3                | 3                |                  |                  |  |           |                         |                         |                         |                         |                 |   |                 |                 |                 |                 |
|  | Cruzeiro                 |                          |                          |                          |       | 0             | 3                | 3                |                  |                  |  |           |                         |                         |                         |                         |                 |   |                 |                 |                 |                 |
|  | Goiás                    | 0                        | 2                        | 2                        |       |               |                  |                  |                  |                  |  |           |                         |                         |                         |                         |                 |   |                 |                 |                 |                 |

### Final
Jogo de ida
| 10 de maio    | Palmeiras               | 2 – 1     | Cruzeiro          | Allianz Parque, São Paulo            |
| 19:15 (UTC−3) | Aníbal 32' · Airton 65' | Relatório | Marco Antônio 78' | Árbitro: SP José Claudio Rocha Filho |

Jogo de volta
| 16 de maio    | Cruzeiro                                                | 4 – 3     | Palmeiras                                    | Estádio Independência, Belo Horizonte |
| 21:30 (UTC−3) | Welinton 16' · Adriano 66' · Thiago 69' · João Luiz 72' | Relatório | Patrick de Paula 12' · Aníbal 25' · Alan 46' | Árbitro: MG Felipe Fernandes de Lima  |

|                          |       | Penalidades                            |  |
| João Luiz Adriano Thiago | 1 – 4 | Lucas Esteves Fabricio Cesinha Lincoln |  |

## Artilharia
| Gols | Jogador          | Time        |
| ---- | ---------------- | ----------- |
| 8    | Rodrigo Carvalho | Flamengo    |
| 6    | Nathan           | Corinthians |
| 5    | Elias            | Grêmio      |

## Premiação
| Copa do Brasil de Futebol Sub-20 de 2019 |
| São Paulo                                |
| ---------------------------------------- |
| Palmeiras Campeão (1.º título)           |